# يونس حساوي
يونس حساوي  (1984 المغرب) هو لاعب كرة قدم مغربي.